# Ronnie McNutt
Ronald Merle McNutt (ur. 23 maja 1987, zm. 31 sierpnia 2020) – weteran wojny w Iraku, który swoje samobójstwo transmitował na żywo na Facebooku. Nagranie z jego śmierci było masowo publikowane w internecie.

## Życiorys
Ronald Merle McNutt był mieszkańcem Mississipi. Służył w armii w Iraku, a później pracował w fabryce Toyoty w New Albany, gdzie mieszkał. Cierpiał na depresję i zespół stresu pourazowego. Na krótko przed samobójstwem rozstał się z dziewczyną, a niektóre media donoszą, że stracił także pracę, na skutek pandemii COVID-19. Był chrześcijaninem; regularnie uczęszczał do kościoła.

## Samobójstwo
31 sierpnia 2020 roku McNutt rozpoczął transmisję na żywo na Facebooku. Nie było to niczym nadzwyczajnym, ponieważ prowadził on transmisje w przeszłości. Znajomych oglądających transmisję zaalarmował fakt, że był on odurzony i trzymał karabin jednostrzałowy. Joshua Steen – przyjaciel McNutta – rzekomo próbował wielokrotnie interweniować, starając się, aby Facebook zakończył transmisję, jednak ten odmówił twierdząc, że transmisja nie narusza wytycznych platformy. Podczas trwania transmisji, telefon McNutta wielokrotnie dzwonił. Ostatni telefon, jaki otrzymał, był od jego byłej dziewczyny. Po rozłączeniu się, powiedział:

Hej, Chłopaki! Myślę, że to wszystko.

Po wypowiedzeniu tych słów McNutt strzelił sobie od dołu w głowę. W momencie wystrzału, telefon ponownie zadzwonił. Samobójstwo zostało zarejestrowane przez wiele osób oglądających transmisję.
Dom McNutta został otoczony przez funkcjonariuszy, a okoliczni mieszkańcy zostali ewakuowani. Policjanci próbowali kontaktować się z samobójcą przez megafon. Policja New Albany dostała się do mieszkania już po wystrzale.
Wcześniej McNutt opublikował na swoim profilu następującą wiadomość:

Ktoś w twoim życiu musi usłyszeć, że jest ważny. Że jest kochany. Że mają przyszłość. Bądź tym, który im to powie.

## Rozprzestrzenianie się nagrania
Nagranie samobójstwa było publikowane na platformach społecznościowych takich jak Facebook, YouTube, Instagram, czy TikTok. Najczęściej jako krótki klip, mający na celu pojawienie się na stronie głównej przypadkowych osób. Przed samobójstwem McNutt nie wspominał o zamiarze zyskania popularności w internecie. Nagranie pojawiało się na stronie "Dla Ciebie", aby przestraszyć osoby, którym się ono wyświetliło; była to forma trollingu. Hasztag #ronniemcnutt zebrał ponad 15,6 miliona odsłon na TikToku w ciągu kilku pierwszych dni po samobójstwie. Platformy pracowały nad usuwaniem tych nagrań, jednak użytkownicy działali szybciej, tworząc oddzielne konta, by publikować nagranie. Gdy TikTok przyśpieszył proces usuwania nagrań, klip zaczęto wstawiać między nieszkodliwe treści (na przykład nagrania z kotami). 

## Reakcje
Incydent ten był porównywany do samobójstw Christine Chubbuck i Budda Dwyera. Incydent ten był wykorzystywany jako pretekst do rozmowy o zdrowiu psychicznym i zapobieganiu samobójstwom.
Niektórzy użytkownicy TikToka zapowiedzieli bojkot platformy, dopóki nagranie nie zostanie z niej całkowicie usunięte, podczas gdy inni w komentarzach pod nagraniami publikowali modlitwy i wyrazy współczucia dla rodziny McNutta, zaczeli też hasztag #reformforronnie w celu reformowania medii społecznościowych. 
Wielu rodziców ogłaszało, że ich dzieci były głęboko wstrząśnięte i przestraszone po obejrzeniu nagrania. Niektórzy rodzice stwierdzili, że po obejrzeniu nagrania ich dziecko przejawia objawy zespołu stresu pourazowego.
Premier Australii – Scott Morrison – nazwał nagranie czymś, co "nie powinno zostać pokazanie żadnemu dziecku", a ekspertka do spraw cyberbezpieczeństwa – Susan McLean – zaleciła rodzicom, aby ograniczyli dzieciom dostęp do platformy TikTok, dopóki nagranie nie zostanie z niej kompletnie usunięte.